# Ulrich von Kyburg
Ulrich von Kyburg († 17. Juni 1237 in Chur) war von 1233/34 bis zu seinem Tod Bischof von Chur.
Ulrich entstammte dem in der Nordschweiz begüterten Geschlecht der Grafen von Kyburg. Seine Eltern waren Graf Ulrich III. von Kyburg und Anna von Zähringen, eine Tochter von Berthold IV., Herzog von Zähringen. Seine Schwester Heilwig war die Mutter König Rudolfs von Habsburg. Er war 1229 Domherr in Konstanz, später auch in Basel. Heinrich VII. ernannte ihn 1231 zum kaiserlichen Hofkaplan und Propst von Beromünster. Er wurde 1233 oder 1234 als Churer Domherr zum Bischof gewählt. Papst Gregor IX. erlaubte ihm 1234, seine bisherigen Benefizien zu behalten. Die Bischofsweihe fand vor dem 25. November 1234 statt. Er war Mitstifter des Stiftes Heiligenberg bei Winterthur.